# Estado de Mayurbhanj

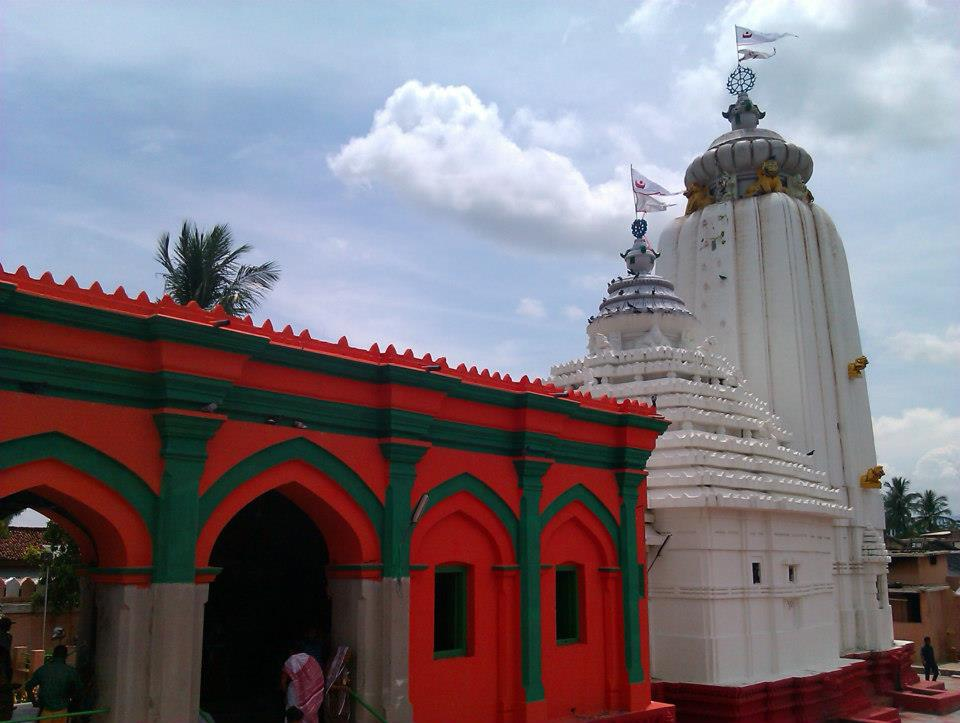
Templo Shri Hari Baladev Jiu en Baripada, construido bajo el patrocinio real.

Estado de Mayurbhanj (Odia: ମୟୁରଭଞ୍ଜ ରାଜ୍ୟ; coloquialmente Morbhanj ) fue uno de los estados principescos de la India durante el período del Raj británico. Era uno de los estados más grandes de la Agencia de los Estados del Este y uno de los tres estados de la Agencia de los Estados de Bengala. El emblema del estado eran dos pavos reales, ya que, según la leyenda, los antepasados de los antiguos gobernantes tenían su origen en los ojos de un pavo real.
El estado incluía una vasta zona montañosa habitada por muchos grupos étnicos diferentes, como los santal, munda, ho y kisan. Su antiguo territorio se encuentra en el actual estado de Odisha, en la frontera con Bengala Occidental . La capital del estado fue la ciudad de Baripada desde el siglo XV y Daspur fue otra ciudad importante. Grandes extensiones del estado de Mayurbhanj estaban cubiertas de bosques.

## Historia

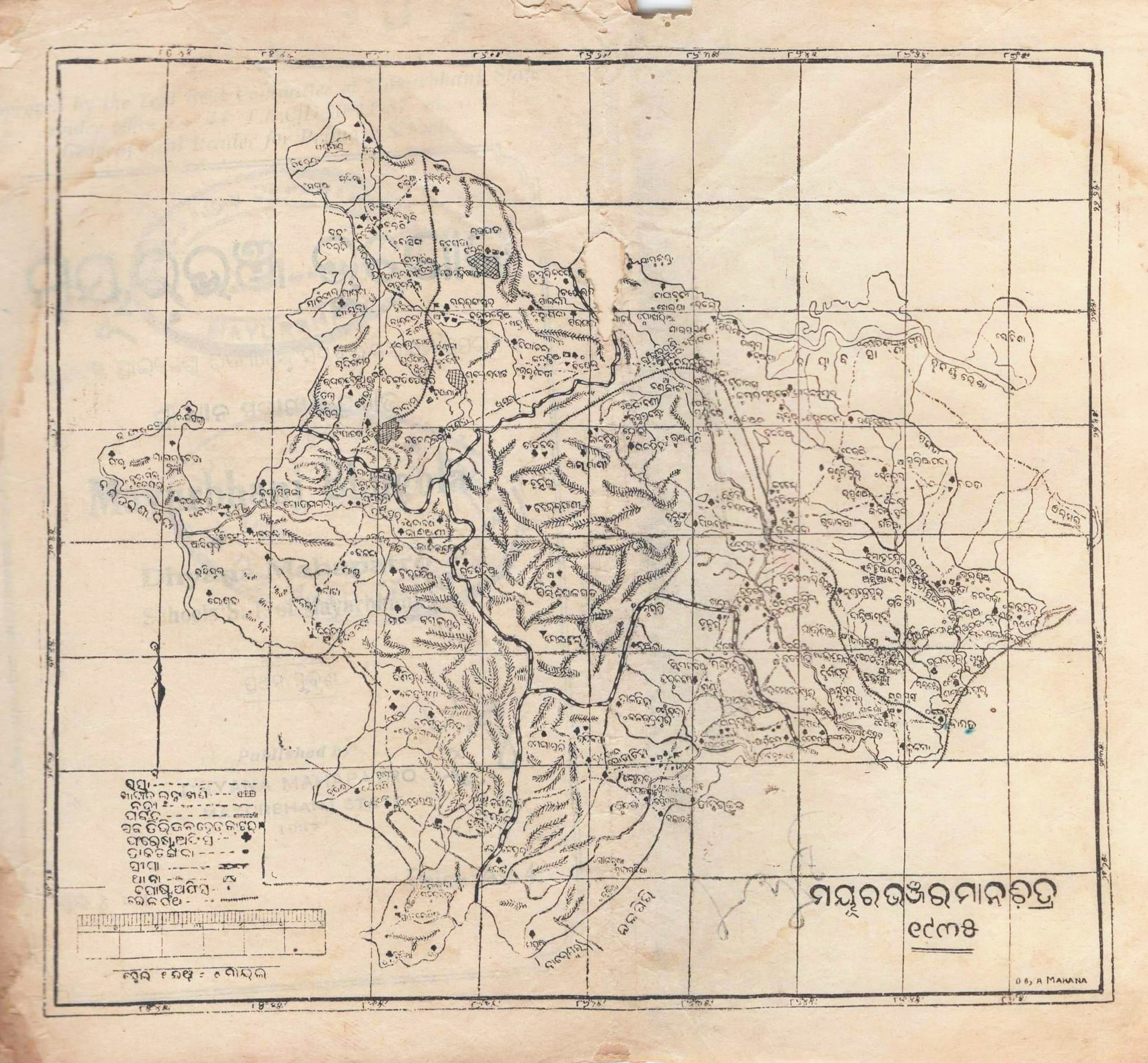
Cuatro divisiones del estado de Mayurbhanj

Los gobernantes del estado de Mayurbhanj eran descendientes de la Dinastía bhanj del mandala Khijjinga del antiguo linaje local Kshatriya.  Según las primeras inscripciones de Ranabhanja y Rajabhanja, la dinastía tiene su origen en la mítica pava real, probablemente señalando las primeras tradiciones relacionadas con las pavos reales de los antiguos clanes Bhanja que se observan en sus emblemas y que también son compartidas por las ramas sucesivas.
Su influencia probablemente disminuyó con el dominio de los Somavamshis en la región de Utkal, pero siglos más tarde volvió a recuperar prominencia en la región con el surgimiento de la dinastía Ganges Oriental después de unir los tres reinos de Trikalinga con los Bhanjas como sus feudatarios. Las tradiciones apuntan a numerosos orígenes de la dinastía, pero la falta de registros los hace poco probables, aunque generalmente se acepta que el fundador, Adi Bhanja, del siglo XII, estableció la dinastía actual del estado de Mayurbhanj y que su hermano Jyoti Bhanja fundó el estado de Keonjhar. Dinastía Khijjinga Adi Bhanja.
El estado de Mayurbhanj había estado bajo el dominio maratha durante el siglo XVIII y se convirtió en protectorado británico en 1829, muchos años después de la tercera guerra anglo-maratha.
Durante el Raj británico, los reyes de Mayurbhanj fueron pioneros en el mejoramiento de la región. Bajo su gobierno ilustrado, Mayurbhanj se convirtió en una de las zonas más progresistas. Los reyes de la dinastía Bhanj establecieron la primera facultad de medicina del estado en Cuttack, donando fondos y terrenos para el establecimiento de instituciones de educación superior como Ravenshaw College y planes de bienestar, como el emprendido por la Sociedad Evangélica Misionera de Mayurbhanj (EMSM). establecido en 1895 a instancia de Maharaja Shree Rama Chandra Bhanja Deo. El Palacio Mayurbhanj fue construido por Maharani Sumitra Devi Bhanja Deo en 1804.
El ferrocarril estatal de Mayurbhanj fue iniciado por el antiguo gobernante de Mayurbhanj Maharaja Shree Rama Chandra Bhanja Deo . La primera sección de 52. km de Rupsa a la estación de tren de Baripada que se abrió al tráfico el 20 de enero de 1905.
Después de la independencia de la India, el estado de Mayurbhanj bajo el Maharaja Pratap Chandra Bhanja Deo accedió al Dominio de la India el 1 de enero de 1949 y se fusionó con la provincia de Orissa, que más tarde se convirtió en el estado de Odisha.

### Gobernantes
Los gobernantes del estado Mayurbhanj de la Dinastía bhanj. Tenían derecho a una salva de 9 cañonazos. Los gobernantes de Mayurbhanj son;
1. Succession from the Khijjinga mandala Bhanjas (s. VIII-X)
2. Adi Bhanja of Mayurbhanj
3. Santai Bhanja
4. Chakkai Bhanja
5. Lakshmana Bhanja
6. Kalpi Bhanja
7. Surjya Bhanja
8. Ramachandra Bhanja
9. Batuli Bhanja
10. Iswanath Bhanja
11. Jagannath Bhanja
12. Nilakantha Bhanja
13. Baidyanath Bhanjadeba (1556–1600)
14. Jagannath Bhanjadeba (1600-1643)
15. Harihara Bhanjadeba (1643–1668)
16. Sarvesvara Bhanjdeba (1688–1711)
17. Viravikramaditya Bhanjadeba (1711–1728)
18. Raghunath Bhanjadeba (1728–1750)
19. Chakradhar Bhanjadeba (1750–1761)
20. Damodar Bhanjadeba (1761–1796)
21. Rani Sumitra Devi (f) - Regent of Mayurbhanj (1796–1810)
22. Rani Jamuna Devi (f) - Regent of Mayurbhanj (1810-1813)
23. Tribikram Bhanja Deo (1813–1822)
24. Jadunath Bhanja Deo (1822–1863) - durante su reinado, se se convirtió en un protectorado británico
25. Shrinath Bhanja Deo (1863–1868)
26. Krushna Chandra Bhanja Deo (1868–29 de mayo de 1882)
27. Sree Rama Chandra Bhanja Deo (29 de mayo de 1882– 22 de febrero de 1912)
28. Purna Chandra Bhanja Deo (22 de febrero de 1912 – 21 de abril de 1928)
29. Pratap Chandra Bhanja Deo (21 de abril de 1928–1° de enero de 1949)

### Titular
- Pratap Chandra Bhanja Deo (1 de enero de 1949 - 16 de julio de 1968)
- Pradeep Chandra Bhanja Deo (16 de julio de 1968 - 15 de septiembre de 2000)
- Praveen Chandra Bhanja Deo (15 de septiembre de 2000 - hasta la fecha)